# خولیو سزار کورتس
خولیو سزار کورتس (به اسپانیایی: Julio César Cortés‎؛ ۲۹ مارس ۱۹۴۱ – ۲۴ ژوئیهٔ ۲۰۲۵) بازیکن و مربی فوتبال اهل اروگوئه بود.

## سوابق باشگاهی
از جمله باشگاه‌هایی که وی در آن‌ها بازی کرده‌است می‌توان به باشگاه فوتبال اونیورسیداد ناسیونال، باشگاه فوتبال روساریو سنترال، باشگاه فوتبال پنیارول، باشگاه فوتبال مونیسیپال، باشگاه فوتبال سرو و باشگاه فوتبال جیمناسیا لاپلاتا اشاره کرد.
وی همچنین در تیم ملی فوتبال اروگوئه بازی کرده‌است.

## درگذشت
کورتس در ۲۴ ژوئیهٔ ۲۰۲۵، در سن ۸۴ سالگی درگذشت.